# Olláparo
L'Olláparo o Alláparo és un ésser mitològic gallec. És tracta d'una mena de gegant antropòfag que només té un ull al mig del front. Té un comportament indecent, ferotge, salvatge i voraç. Es diu d'ell que viu a les cavernes dels boscos, sobretot a les muntanyes de Lugo i d'Ourense. Segons la tradició l'olláparo pot tenir també un segon ull al clatell. Existiria la versió femenina d'aquest ésser, la qual tindria pitjors instints encara que els olláparos mascle.
Probablement la creença en l'olláparo es troba connectada amb els cíclops clàssics o amb els fomorians de la mitologia irlandesa, també amb dos ulls situats de la mateixa manera. Balor seria el més famós dels fomorians i el seu ull posterior, terrible, provocava la mort fulminant.
En gallec s'anomena olláparo a les persones curioses, tafaneres o també a aquelles persones que són observadores o sotjadores.